# Henry Vizcaíno
Henry Vizcaíno (ur. 16 maja 1980 w Villa Clara) – kubański lekkoatleta, sprinter, brązowy medalista Mistrzostw Ameryki Środkowej i Karaibów.
Podczas Igrzysk Olimpijskich w 2008 r. odpadł już w drugiej rundzie z czasem 10,33 s. Lepsze wyniki osiągnął podczas Halowych Mistrzostw Świata w 2006 i 2008 roku (odpowiednio: 8. miejsce w finale i 8. w półfinale).

## Sukcesy
| Rok  | Zawody                                   | Miasto | Pozycja    | Konkurencja   | Wynik      |
| ---- | ---------------------------------------- | ------ | ---------- | ------------- | ---------- |
| 2008 | Mistrzostwa Ameryki Środkowej i Karaibów | Cali   | 3. miejsce | Bieg na 100 m | 10.34 sek. |

## Rekordy życiowe
| Konkurencja | Wynik (s) | Miejsce        | Data          |
| ----------- | --------- | -------------- | ------------- |
| 50m         | 5.79      | Liévin         | 3 marca 2006  |
| 60m         | 6.63      | Moskwa         | 10 marca 2006 |
| 100m        | 10.18     | Rio de Janeiro | 23 lipca 2007 |